# Siegfried zum Paradies

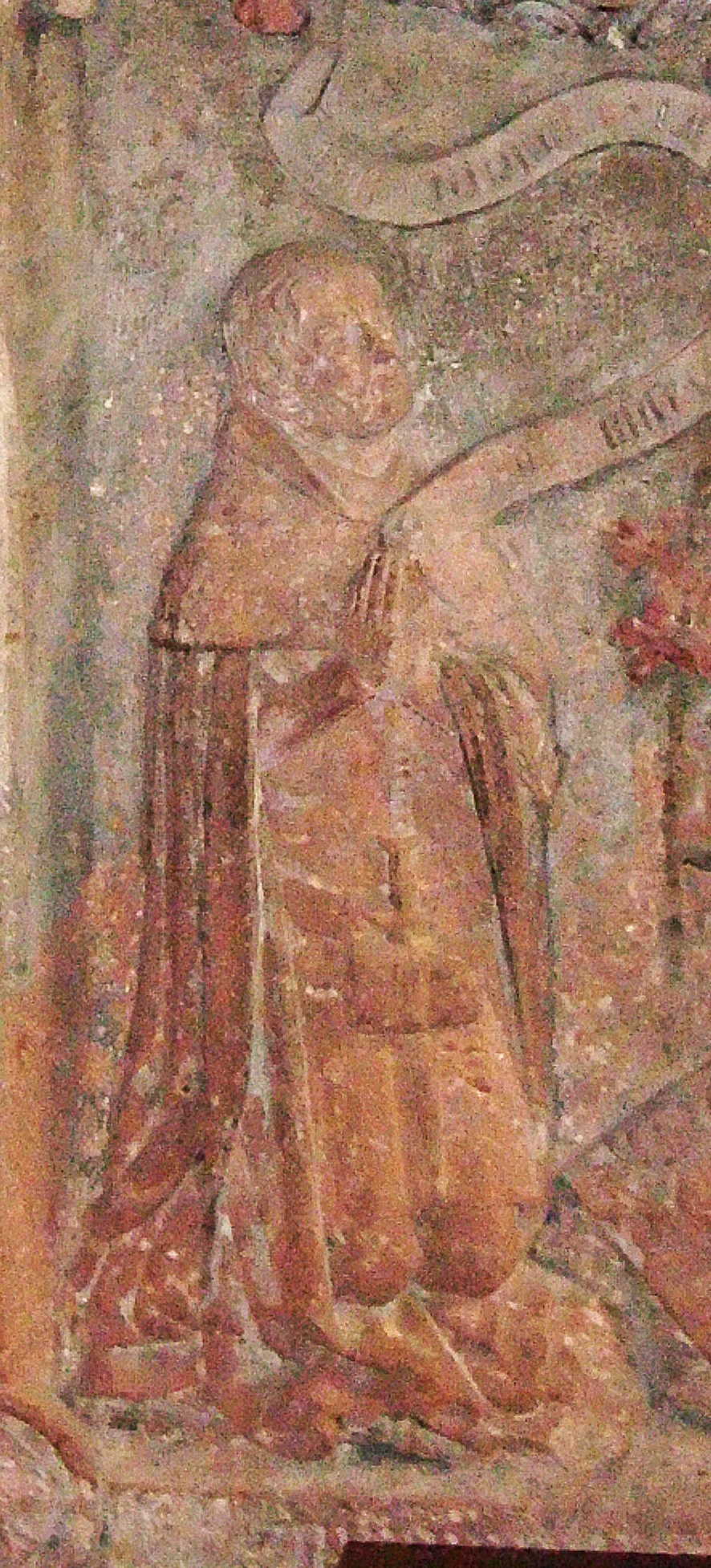
Portraitdarstellung auf seinem Epitaph

Siegfried zum Paradies (auch Marburg zum Paradies; * vermutlich in Marburg; † 8. April 1386 in Frankfurt am Main) war ein Politiker und Patrizier in Frankfurt am Main.

## Herkunft
Siegfried zum Paradies entstammte einer Familie, deren Ursprünge in Biedenkopf liegen und die im frühen 14. Jahrhundert in Marburg ansässig war, wo sie zeitweise großen politischen und wirtschaftlichen Einfluss ausübte. Siegfrieds Vater, Siegfried der Reiche, war Schöffe und Bürgermeister in Marburg.
Siegfried zum Paradies wurde am Stephansstift in Mainz erzogen und trat anschließend in den Dienst Kaiser Karls IV. 1347 erwarb er das Frankfurter Bürgerrecht und heiratete 1349 eine Tochter des damals reichsten Frankfurter Patriziers, Jakob Knoblauch, der einige Jahre zuvor den Saalhof erworben hatte. Jakob von Knoblauch war ein Günstling Ludwigs des Bayern gewesen und stand nun ebenfalls in Diensten Karls IV. Mit Katharina Knoblauch hatte Siegfried drei Kinder. Nach ihrem Tod 1364 heiratete er wiederum die Tochter eines reichen Frankfurters, Katharina zum Wedel, mit der er wiederum drei Kinder hatte.
1351 nahm Siegfried das Haus Zum Paradies an der Ecke von Liebfrauenberg und Neuer Kräme für 28 Mark jährlich in Erbpacht, dessen Namen er fortan als Familiennamen führte. 1366 erwarb er dazu das benachbarte Haus Zum Grimmvogel, überließ es aber kurz darauf an Emmerich von Escherheim. Das „Paradies“ ließ er abreißen und einen neuen steinernen Bau errichten.
Enge freundschaftliche Beziehungen unterhielt er zum kaiserlichen Notar Rudolf Rule, der aus Friedberg (Hessen) stammte.

## Politische Karriere
Als Siegfried aus den Diensten des Kaisers nach Frankfurt zurückkehrte, war das politische Leben der Stadt von den Zunftunruhen geprägt. In der Stadt schwelte seit zirka 1350 ein Konflikt zwischen den aufstrebenden Zünften und einigen Patriziergeschlechtern, darunter den Familien Holzhausen, Frosch, Knoblauch und Wanebach, um die politische Führung. Die Zünfte schlossen sich zusammen und verlangten eine stärkere Beteiligung im Rat der Stadt, was auch in der städtischen Verfassung niedergelegt werden sollte. Karl IV. genehmigte dies 1359 trotz des Widerstands der Patrizier. 1360 wies ein kaiserliches Mandat Siegfried den nächsten freien Schöffenstuhl in Frankfurt an. Eine weitere Verfügung beauftragte ihn, die halbe Judensteuer von den Frankfurter Juden zu erheben, wovon er 30 Gulden Jahresrente für sich behalten sollte. Der Frankfurter Rat protestierte vergeblich beim Kaiser gegen Siegfrieds Einsetzung zum Schöffen, da dies gegen seine alten Rechte verstieß.
Aufgrund seiner exzellenten Beziehungen zum Kaiserhof konnte Siegfried 1363 auch das Reichsschultheißenamt und beträchtliche Teile des Reichsforstes Dreieich als Pfand erwerben. Schultheißenamt und Reichsforst waren zuvor an Ulrich III. von Hanau verpfändet gewesen, der seit 1351 zusätzlich noch die  Grafschaft Bornheimer Berg als Pfand besaß. Ulrich III. war kaiserlicher Landvogt der Wetterau und Frankfurt gehörte zu seinem Amtssprengel. Diese Erwerbspolitik, die Frankfurt einkesselte und auch in dessen innerer Struktur Fuß fasste, deutet darauf hin, dass Ulrich III. bestrebt war, die Stadt Frankfurt in sein Herrschaftsgebiet zu integrieren. Mit der Übernahme von zwei dieser drei Machtpositionen konnte Siegfried diese Ambitionen Ulrichs III. abwehren.
Von König Wenzel, Karls Nachfolger, erreichte er eine Bestätigung der für die wirtschaftliche Rolle Frankfurts entscheidenden Messeprivilegien. Seitdem durften die beiden Frankfurter Messen im Frühjahr und im Herbst um jeweils zwei Wochen verlängert werden.
Seit 1359 war Siegfried Mitglied des Frankfurter Rates, seit 1363 als Schöffe. In den Jahren 1373, 1379, 1381 und 1385 wurde er jeweils zum Älteren Bürgermeister, dem höchsten politischen Amt, das die Stadt zu vergeben hatte, gewählt. Er vertrat die Interessen der Stadt auf mehreren Reichstagen.
Es kam zu einem Zunftaufstand, der 1366 durch eine Intervention Karls IV., zu der ihn Siegfried bewogen hatte, mit dem Sieg der patrizischen Seite endete. 1377 kam es gleichwohl zu einer Neufassung des innerstädtischen Verfassungsrechts: Zu den ratsfähigen Zünften gehörten nunmehr Wollweber, Metzger, Kürschner, Bäcker, Schuhmacher, Lohgerber, Fischer, Schneider, Schiffer, Steindecker, Zimmerleute, Steinmetze, Bender, Gärtner und Schmiede.

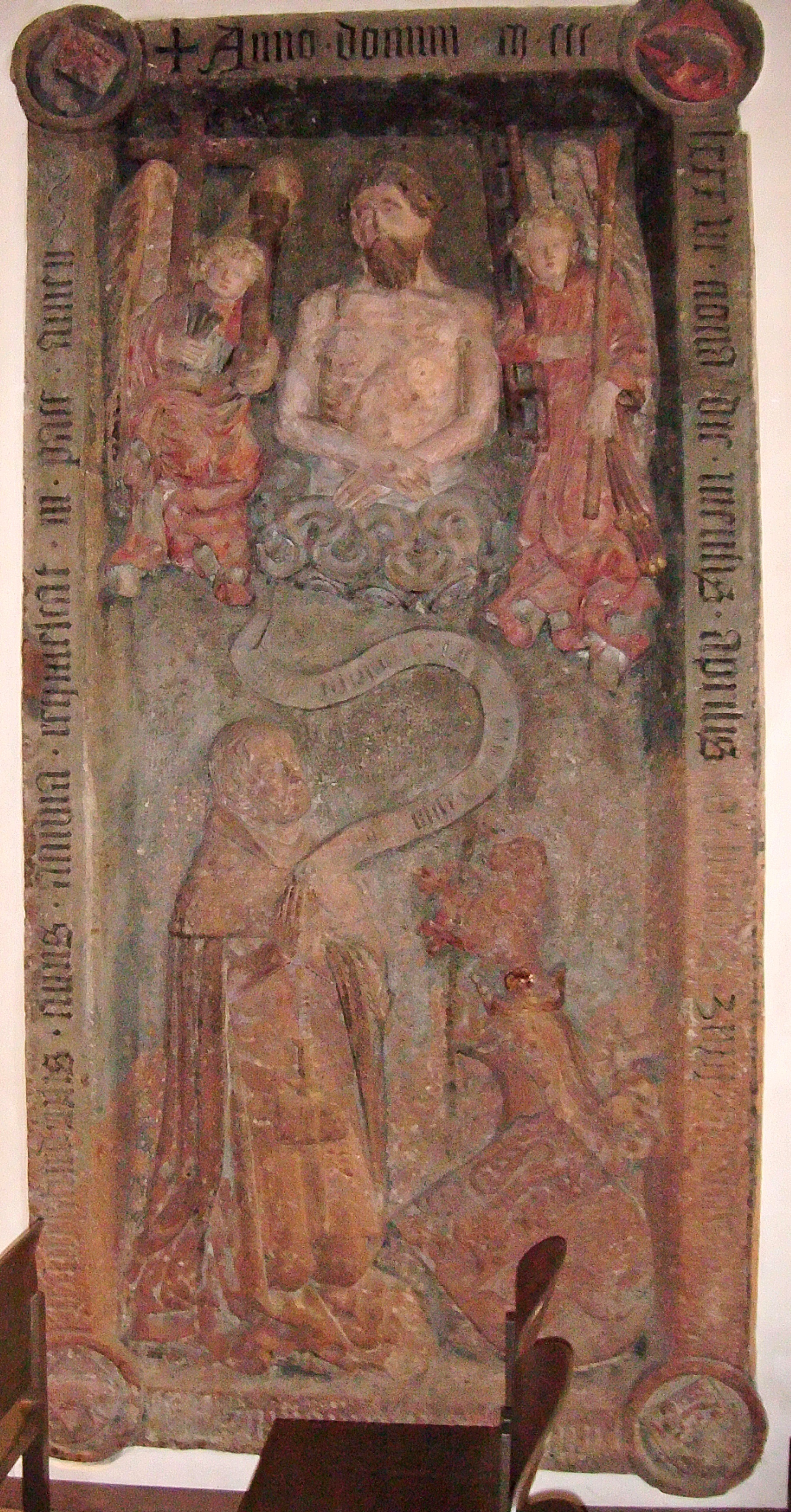
Epitaph, Alte Nikolaikirche, Frankfurt

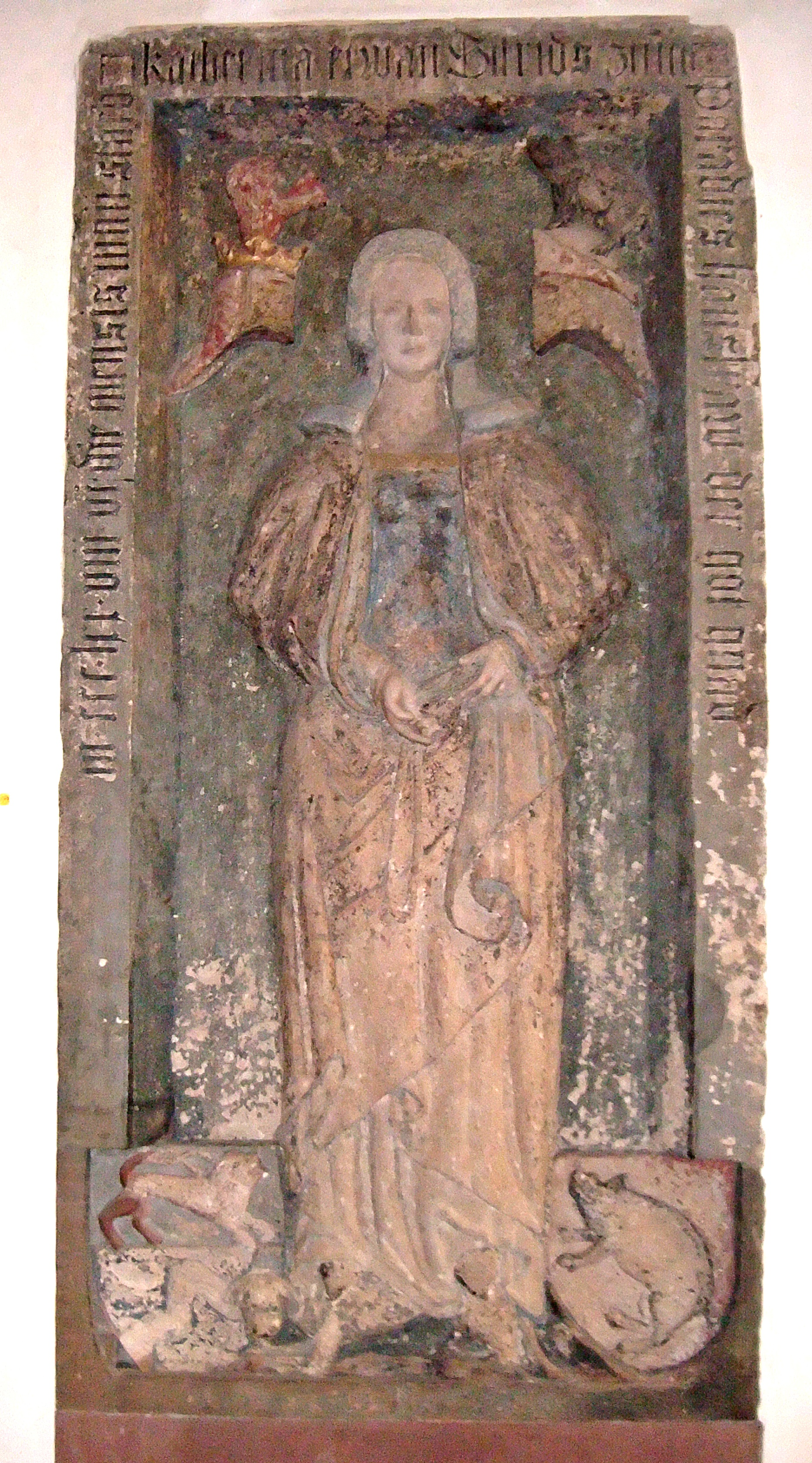
Epitaph der 2. Ehefrau, Katharina zum Wedel († 1378), Alte Nikolaikirche, Frankfurt

Reichtum und Machtfülle des von außen zugezogenen Emporkömmlings und kaiserlichen Günstlings erregten jedoch gleichwohl das Misstrauen unter den alteingesessenen Patriziern. Schließlich überzeugten seine Widersacher den stets mit der Suche nach Geld beschäftigten Kaiser mit einer großen Summe: Eine Delegation von Patriziern, bestehend aus Bürgermeister Lotz von Holzhausen und den Schöffen Jakob Knoblauch, Johann von Holzhausen und Wicker Frosch suchte Karl IV. im Mai 1372 in Mainz auf und zahlten dem Kaiser für das Schultheißenamt 8800 Gulden, das für diese Summe an Schöffen, Bürgermeister, Bürger und Rat der Stadt Frankfurt am Main verpfändet wurde. 4400 Gulden davon zahlte der Kaiser an Siegfried, um dessen Pfandrechte abzulösen, 4400 Gulden waren der Gewinn des Kaisers bei der Transaktion. Am 2. Juni 1372 erließ Karl IV. eine entsprechende Urkunde. Das Pfand wurde nie mehr ausgelöst und erlosch auch formal 1648 mit dem Westfälischen Frieden. Auch die halbe Judensteuer wurde vom Kaiser an die Stadt verpfändet.
Im gleichen Verfahren, für weitere 8800 Gulden, erhielt die Stadt vom Kaiser auch den zuvor an Siegfried verpfändeten Reichsforst Dreieich als Pfand. Er sicherte ihr nicht nur die Holzversorgung, sondern war auch Weide- und Jagdrevier.
Auch wenn Siegfried so seine persönliche Machtstellung zum Teil einbüßte, wurde er durch seine Vorleistung so doch – wenn auch unbeabsichtigt – zum Gründer der Freien Reichsstadt Frankfurt und zum Stifter des Frankfurter Stadtwaldes, der mit 4900 Hektar Fläche heute noch der größte Stadtwald Deutschlands ist. Seinen politischen Einfluss in der Stadt behielt er gleichwohl: In den folgenden Jahren, 1373, 1379, 1381 und 1385, wurde er zum Älteren Bürgermeister gewählt.

## Bewertung
Siegfried gilt als taktisch geschickter und machtbewusster Verhandlungsführer und bedeutendster Frankfurter Politiker des 14. Jahrhunderts. Nach Siegfried zum Paradies ist die Paradiesgasse in Sachsenhausen benannt.

## Tod und Nachkommen
Nach seinem Tod erhielt Siegfried zusammen mit seiner zweiten Frau Katharina zum Wedel ein Ehrengrab in der Kirche des Hospitals zum Heiligen Geist. Das Epitaph, möglicherweise ein Werk Madern Gertheners, wurde beim Abriss der Kirche 1840 in die Alte Nikolaikirche überführt, wo es sich noch heute befindet.
Die Familie starb in Frankfurt 1502 aus. Seine Wohnhäuser am Liebfrauenberg wurden 1775 zusammengelegt und erhielten eine barocke Fassade. In dieser Form besteht die Anlage – nach schweren Beschädigungen im Zweiten Weltkrieg – noch heute.